# Rhaiktor

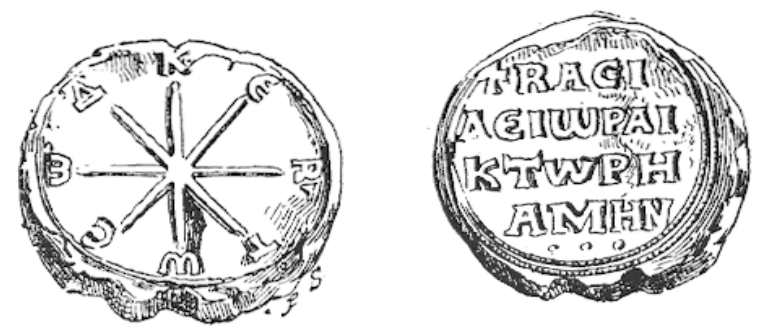
Sello del rector Basilio.

El rhaiktōr (en griego: ῥαίκτωρ, la forma helenizada de rector latino) era una posición de alto rango en la corte del Imperio bizantino medio.

## Historia y funciones
John Bagnell Bury supuso que el puesto fue creado bajo el mandato de León VI el Sabio (r. 886-912) o de su padre Basilio I el Macedonio (r. 867-886), pero Nikolaos Oikonomides lo restauró en el texto del Taktikon Uspensky de c. 843. El título se encuentra también en los sellos de los siglos VII y VIII, pero con un sentido diferente; así, un "rhaiktor de Calabria" era el administrador de las fincas locales de la Sede de Roma en Calabria.
El Kletorologion de 899 incluye el rhaiktor entre las dignidades especiales (axiai eidikai). Las funciones exactas de la oficina no están claras, pero, como escribió J. B. Bury, probablemente "consistían en ejercer cierta autoridad sobre la casa imperial". Los autores anteriores sugirieron que el título estaba relacionado, o incluso era idéntico, al título posterior de proedros, pero la teoría fue rechazada por Rodolphe Guilland. Su ceremonia de nombramiento está registrada en el De Ceremoniis de Constantino VII. Los informes del embajador de la corte bizantina Liutprando de Cremona muestran que el rhaiktor juega un papel importante en las ceremonias de la corte bajo Constantino VII.
El puesto podía ser ocupado por eunucos de la corte así como por clérigos, incluso sacerdotes, pero también se combinaba a menudo con otros altos cargos, como stratopedarches o logothetes tou genikou. En las listas de precedencia de los banquetes imperiales de los siglos IX y X ocupaba un lugar muy destacado, justo después de los magistroi y antes de los synkellos y los patrikioi. El título desaparece de las fuentes después del reinado de Constantino IX Monómaco (r. 1042-1055).
Al mismo tiempo, el título también aparece como un apellido: los magistros y logothetes tou dromou Miguel Rector era miembro del consejo de regencia nombrado a la muerte de Romano II en 963, mientras que bajo Nicéforo III (r. 1078-1081) un monje llamado Rector fingió ser Miguel VII Ducas (r. 1071-1078) y trató de derrocar al emperador.